# Doschtschanik

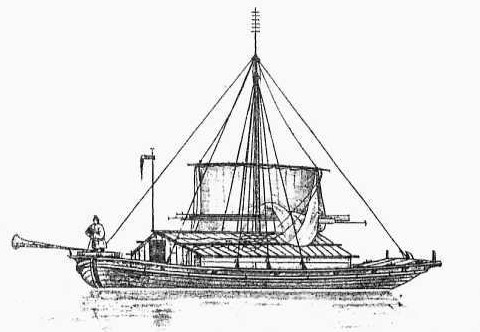
Doschtschanik

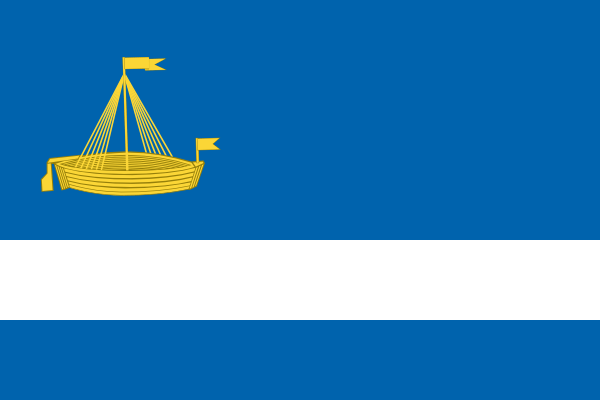
Doschtschanik in der Flagge der Stadt Tjumen

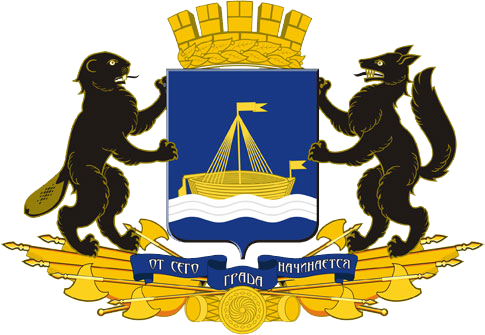
Wappen der Stadt Tjumen mit Doschtschanik

Der Doschtschanik (russisch Дощаник) war ein flachgehendes, hölzernes Binnenschiff mit einem Mast im früheren Russland. Der Name geht auf die Bauweise aus breiten grob bearbeiteten Brettern zurück: Das russische Adjektiv für etwas aus Brettern lautet doschtschaty (russisch дощатый). Das Flachbodenboot wurde hauptsächlich für den Frachttransport auf den Flüssen und in deren Mündungsgebieten verwendet. Da der Bootstyp in sehr unterschiedlichen Größen gebaut wurde, hatte er Tragfähigkeiten von 30 bis 80 Tonnen. Ein Verwendungszweck war die Bereitstellung zum Laden und Entladen der großen in den Flussmündungen vor Anker liegende Schiffe. Angetrieben wurde es durch Segel und Ruder. Häufig wurden die Doschtschaniki getreidelt. Im 19. Jahrhundert hatten die Schiffe eine Länge von 15 bis 25 Meter und eine Breite von 4 bis 6,5 Meter. Der Tiefgang wird mit bis zu 1,2 Meter angegeben. Die Höhe des Freibords erreichte 1,5 Meter.

## Geschichte
Erste Erwähnungen dieser Schiffsart gab es bereits im Nowgorod des 12. und 13. Jahrhunderts. Von dort verbreitete sich der Schiffstyp in Richtung Ural und Sibirien.